# Sokolniki (gemeente)
De gemeente Sokolniki is een landgemeente in het Poolse woiwodschap Łódź, in powiat Wieruszowski.
De zetel van de gemeente is in Sokolniki.
Op 30 juni 2004 telde de gemeente 4891 inwoners.

## Oppervlakte gegevens
In 2002 bedroeg de totale oppervlakte van gemeente Sokolniki 80,02 km², waarvan:
- agrarisch gebied: 64%
- bossen: 31%

De gemeente beslaat 13,89% van de totale oppervlakte van de powiat.

## Demografie
Stand op 30 juni 2004:
| Omschrijving                   | Totaal | Totaal | Vrouwen | Vrouwen | Mannen | Mannen |
| ------------------------------ | ------ | ------ | ------- | ------- | ------ | ------ |
| eenheid                        | aantal | %      | aantal  | %       | aantal | %      |
| inwoners                       | 4891   | 100    | 2485    | 50,8    | 2406   | 49,2   |
| bevolkingsdichtheid (inw./km²) | 61,1   | 61,1   | 31,1    | 31,1    | 30,1   | 30,1   |

In 2002 bedroeg het gemiddelde inkomen per inwoner 1617,62 zł.

## Administratieve plaatsen (sołectwo)
Bagatelka, Góry, Kopaniny, Nowy Ochędzyn, Pichlice, Prusak, Ryś, Sokolniki, Stary Ochędzyn, Tyble, Walichnowy, Wiktorówek, Zdzierczyzna

## Overige plaatsen
Borki Pichelskie, Borki Sokolskie, Góry-Parcela, Gumnisko, Maksymów, Malanów, Siedliska, Szustry, Wyglądacze, Zagórze.

## Aangrenzende gemeenten
Biała, Czastary, Galewice, Lututów, Wieruszów